# يانيك لامبي
يانيك لامبي (21 أبريل 1990 ببرازافيل في جمهورية الكونغو - ) هو لاعب كرة قدم بلجيكي في مركز الهجوم. لعب مع أوستينده ونادي مونز ورويال وايت ستار بروكسل ‏.

## وصلات خارجية
- يانيك لامبي على موقع قاعدة بيانات كرة القدم.إي يو (الإنجليزية)
- يانيك لامبي على موقع Soccerway.com (الإنجليزية)